# Рождественское (Черкасская область)
Рождественское (укр. Рождественське) — село в Золотоношском районе Черкасской области Украины. До 19 июля 2020 года входило в состав Драбовского района.
Почтовый индекс — 19855. Телефонный код — 4738.

## Население
Население по переписи 2001 года составляло 347 человек.

### Языковой состав
Родной язык населения по данным переписи 2001 года:
| Язык       | Численность, чел. | Доля     |
| ---------- | ----------------- | -------- |
| Украинский | 339               | 97,69 %  |
| Русский    | 8                 | 2,31 %   |
| Итого      | 347               | 100,00 % |

## Известные уроженцы
- Загребельный, Павел Иванович (1934–1997) – народный артист Украинской ССР.